# Les Caprices de Suzanne
Pour le film de 1935, voir The Affair of Susan.
Pour plus de détails, voir Fiche technique et Distribution.
Les Caprices de Suzanne (The Affairs of Susan) est un film américain réalisé par William A. Seiter, sorti en 1945.

## Synopsis
Susan Darell, une actrice dramatique à succès, revient à New York après une tournée de divertissement auprès des troupes à l'étranger. Elle est sur le point d'épouser Richard Aiken, même s'ils ne se connaissent que depuis quelques semaines. Richard découvre alors que Susan a un ex-mari (et son actuel producteur à Broadway) nommé Roger Berton et deux autres anciens petits amis lorsqu'il voit leurs photos dans son salon.
Lors d'un cocktail, il les rencontre tous les trois et chacun d'eux la décrit comme une personne totalement différente. Inquiet, il les invite tous à dîner et leur demande de lui dire tout ce qu'ils savent d'elle. Roger est d'accord, mais les deux autres commencent à s'en aller. Cependant, lorsque Roger commence à évoquer Susan, ils se rasseoient.
Roger rencontre Susan lors de vacances à Rhode Island. Lorsque l'actrice Mona Kent se présente, dans l'espoir d'être choisie pour incarner Jeanne d'Arc dans sa prochaine production, il s'enfuit en barque jusqu'à une île. Il persuade un homme de le laisser en pension chez lui pendant un certain temps. Il rencontre Susan, la nièce de l'homme, qui y vit. D'abord méfiant à son égard, il découvre qu'elle est franche et honnête et qu'elle ne s'intéresse absolument pas à la comédie. Cependant, il pense qu'elle est parfaite pour jouer Joan et en fait une actrice, contre sa forte résistance. Ils tombent ensuite amoureux et se marient. Juste avant la première de Jeanne d'Arc, Mona se présente et tente de la saboter en faisant boire une Susan naïve. Roger le découvre à temps et la désaoule. Susan reçoit des critiques élogieuses, mais presque personne ne vient voir la pièce. Roger est sans cesse agacé par l'honnêteté et la franchise de Susan qui lui causent des problèmes. Ils divorcent en conséquence.
Le suivant est Mike Ward, un riche bûcheron du Montana. Il rencontre Roger dans un bar. Lorsque Roger voit à quel point il est riche, il invite Mike dans son bureau pour discuter de l'investissement de Mike dans le prochain spectacle de Roger. Une Susan plus sophistiquée et moins honnête fait irruption pendant la réunion et, prenant exemple sur Mona, flatte Mike et l'emmène déjeuner. Mike tombe amoureux et commence à la demander en mariage dans une boîte de nuit. Susan commence à le laisser tomber gentiment lorsque Roger fait irruption et, supposant le pire (et voulant se réconcilier avec elle), pousse Susan à accepter Mike. Cependant, Mike découvre le mensonge (plutôt innocent) de Susan et rompt avec elle.
C'est alors que le romancier Bill Anthony rencontre Susan dans un parc. Sous l'influence de Bill, Susan devient une intellectuelle. Lorsque Roger lui dit que Bill ne croit pas au mariage, elle ne lui fait pas confiance. Elle fait boire Bill, sachant que lorsqu'il est ivre, il est prêt à accepter n'importe quoi, et part à la recherche d'un juge de paix pour les marier, mais au dernier moment, elle change d'avis. De retour dans le présent, Bill regrette qu'elle ne soit pas allée jusqu'au bout.
Rassuré, Richard décide d'aller de l'avant avec le mariage. Cependant, Mike et Bill font tous deux une nouvelle demande en mariage à Susan. Elle les rejette gentiment. Roger lui dit que lors de leur premier mariage, elle était trop jeune. Maintenant, elle a grandi. Elle finit par le préférer à Richard.

## Fiche technique
- Titre : Les Caprices de Suzanne
- Titre original : The Affairs of Susan
- Réalisation : William A. Seiter
- Scénario : Thomas Monroe, László Görög et Richard Flournoy d'après une histoire de Thomas Monroe et László Görög
- Production : Hal B. Wallis
- Société de production : Hal Wallis Productions
- Société de distribution : Paramount Pictures
- Musique : Friedrich Hollaender
- Photographie : David Abel
- Montage : Eda Warren
- Direction artistique : Franz Bachelin et Hans Dreier
- Décors : Ken Swartz
- Costumes : Edith Head
- Pays d'origine : États-Unis
- Langue : anglais
- Format : Noir et blanc - 35 mm - 1,37:1 - Son : Mono (Western Electric Recording)
- Genre : Comédie
- Durée : 110 minutes
- Dates de sortie :
  - États-Unis : 28 mars 1945 (New York)
  - France : 27 mai 1947
- Affiche : Boris Grinsson (France)

## Distribution
- Joan Fontaine : Susan Darell
- George Brent : Roger Berton
- Dennis O'Keefe : Bill Anthony
- Walter Abel : Richard Aiken
- Don DeFore : Mike Ward
- Rita Johnson : Mona Kent
- Mary Field : Nancy
- Byron Barr : Chick
- Francis Pierlot : Oncle Jemmy
- Lewis L. Russell : M. Cusp

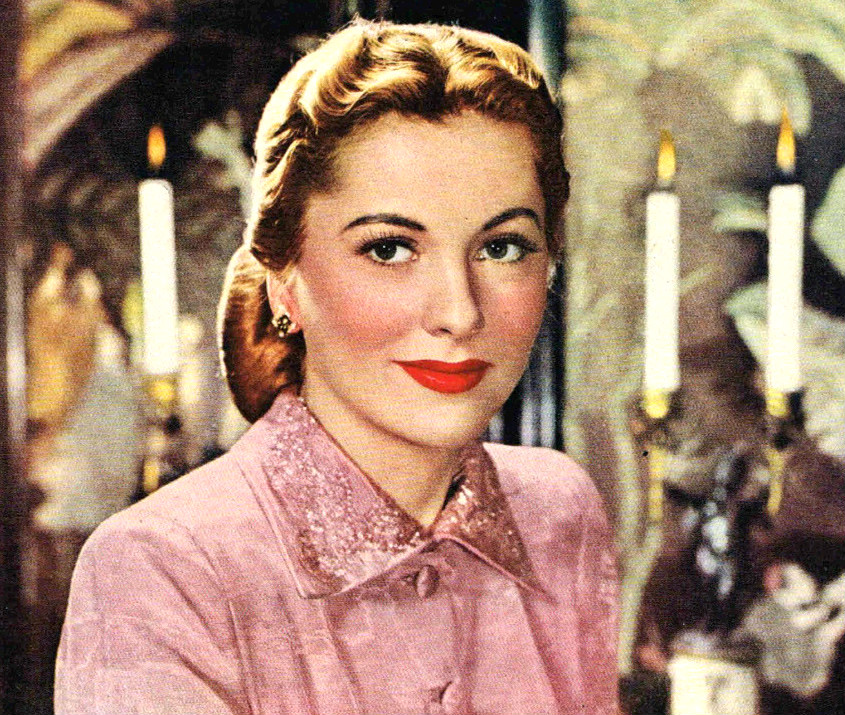
Joan Fontaine.

- Frank Faylen : Brooklyn Boy (non crédité)
- Ruth Roman : Fille au Bright Dollar (non créditée)